# Edinample

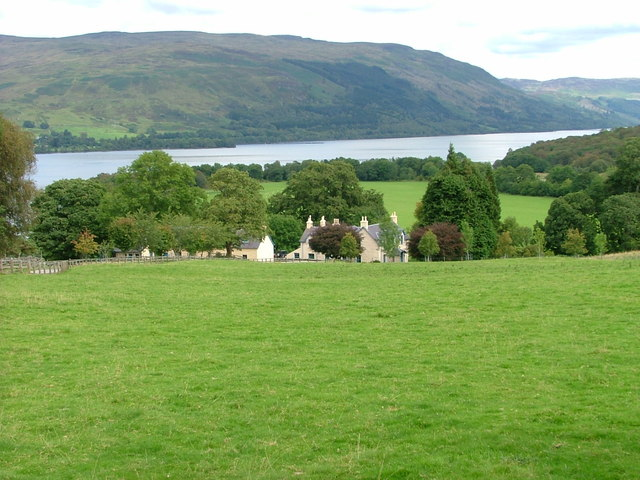
Blick über die Häuser auf den See

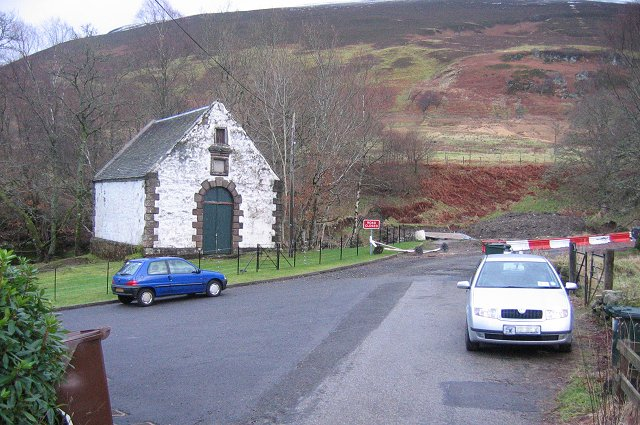
Das Edinample Mausoleum

Edinample ist eine kleine Ortschaft, die nordwestlich von Stirling in der gleichnamigen Council Area im Norden von Schottland liegt.

## Geographie
Edinample liegt in einer dünn besiedelten Gegend, etwas oberhalb des südwestlichen Ufers des Sees Loch Earn. Ihm fließt, von den Bergen Ben Vorlich und Stùc a’ Chroin im Süden, über den Wasserfall Falls of Edinample der Burn of Ample zu. Ortschaften in der Nähe sind Lochearnhead im Nordwesten, Balquhidder Station im Südwesten sowie Ardvorlich im Osten.

## Historisches
Im Rahmen der historischen Gliederung Schottlands in Civil Parishes zählt Edinample zu Balquhidder, das zu Perthshire gehörte. Zwei Bauwerke wurden als Listed Building in unterschiedlichen Kategorien eingestuft. Diese sind die Burg Edinample Castle sowie das Edinample Mausoleum.